# Tanycolagreus topwilsoni
Tanycolagreus topwilsoni és una espècie de teròpode celúrid que va viure al Juràssic superior en el que actualment és Amèrica del Nord. L'holotip és un esquelet parcial trobat a la localitat de l'oest de la pedrera de Bone Cabin, comtat Albany, Wyoming, de la formació de Morrison (Oxfordià-Tithonià). L'holotip (TPII 2000-09-29, Thanksgiving Point Institute, Inc.) inclou un crani incomplet i mandíbules i la majoria de l'esquelet postcranial, i també s'han anomenat dos paratips - una mà incompleta originalment atribuïda a Ornitholestes hermanni, també trobada a la pedrera de Bone Cabin, i un premaxil·lar, originalment atribuït a Stokesosaurus clevelandi, de la pedrera de Cleveland-Lloyd de Utah. Present a la zona estratigràfica 2. Les restes possiblement atribuïbles al stokesosaure s'han recuperat de la zona estratigràfica 5. de la formació de Morrison.